# Philip Ehrenkrona
Samuel Erik Philip Ehrenkrona, född den 24 december 1862 i Mjölby församling, Östergötlands län, död den 14 december 1929 i Hedemora, var en svensk friherre och jurist. 

## Biografi
Philip Ehrenkrona föddes 1862 på Hulterstad i Mjölby församling. Han var son till ryttmästaren Claes Erik Ehrenrkona och Hildegard Fredrika Ulrika Holst. Ehrenkrona avlade mogenhetsexamen i Linköping 1880 och blev samma år student vid Uppsala universitet, där han avlade juridisk-filosofisk examen 1883 och examen till rättegångsverken 1887. Han blev extra ordinarie notarie i Svea hovrätt sistnämnda år, auskultant och notarie i Göta hovrätt samma år, var tillförordnad domhavande 1889–1901 samt tjänstgjorde i Göta hovrätt som amanuens, notarie och aktuarie 1891–1892 och 1898. Ehrenkrona blev vice häradshövding 1891 och häradshövding i Nås och Malungs domsaga 1901 och i Hedemora domsaga 1921. Han blev riddare av Nordstjärneorden 1912.

### Familj
Ehrenkrona gifte sig 11 augusti 1904 i Linköpings domkyrka med Anna Sofia Ulrika af Ekenstam (1878–1974), dotter till överstelöjtnanten Fabian Wilhelm af Ekenstam och Anna Maria Casparsson. De fick tillsammans barnen Hans Christian Gammal Ehrenkrona (1905–1988), Anna Hildegard Louise Ehrenkrona (1906–) och journalisten Anne-Marie Ehrenkrona (1914–2006).